# زندان (فیلم ۱۹۴۹)
زندان (سوئدی: Fängelse) فیلمی در ژانر درام به کارگردانی اینگمار برگمان است که در سال ۱۹۴۹ منتشر شد. این فیلم در سایت imdb توانسته نمره‌ی ۶/۷ را کسب کند.